# 遙かなる約束
『遙かなる約束 〜50年の時を超えた運命の愛〜』（はるかなるアベシャーニェ ごじゅうねんのときをこえたうんめいのあい）は、2006年11月25日の21:00 - 23:12（JST）にフジテレビ系列で放送されたテレビドラマ。土曜プレミアム「二夜連続・奇跡の夫婦愛スペシャル」の第2夜として放送された。主演は阿部寛と黒木瞳。視聴率は14.7%。

## 概要
蜂谷彌三郎は軍人として軍に居たが、肺を患い退役し陸軍病院に入院していた。1940年にそこで看護婦をしていた久子（旧姓・細川）に出会う。惹かれあった二人はやがて結婚。ある日、彌三郎は身に覚えのない罪でソ連軍の兵士に連行される。「必ず戻る」と彌三郎が最後に残した言葉を久子は50年間信じ待ち続ける。

## 登場人物
蜂谷彌三郎 - 阿部寛
軍人だったが、肺を患い退役し、療養中の病院で久子と出会う。その後、民間人として日本の統治下にある朝鮮へ渡るが戦後の混乱の中、いわれなきスパイ容疑をかけられ、ソ連軍に強制連行されてしまう。
蜂谷久子（旧姓・細川） - 黒木瞳
陸軍病院の看護婦をしている時に彌三郎に出会い、結婚。明るい性格で彌三郎を支えるが、朝鮮で彌三郎がソ連軍に強制連行されてしまい、娘・久美子と二人きり取り残され命からがら帰国する。その後彌三郎の生死も不明のまま、生活のために保健婦の資格を得て必死に娘を育てる。
クラウディア・レオニードブナ - エレナ・ステイコ
孤児であった上に、上司に横領罪を着せられ10年間刑務所で囚人生活を送った。その間に、夫が他の女性と結婚したため一人で暮らしている。境遇が似ている彌三郎に共感を抱く。
蜂谷久美子 - 紺野まひる
彌三郎と久子の一人娘。父親の生存を信じ続ける久子を支える母親思いの娘。
安岡 - 佐々木蔵之介
日本人難民所で彌三郎の家へ傷を負って転がり込んだ無口な男。目的は不明だが「彌三郎は日本軍のスパイである」と主張し、彌三郎に無実の罪を着せる。その後すぐ、ソ連軍により銃殺刑に処される。
牧瀬杏子 - 広末涼子
この物語のナビゲーター。戦争を知らない世代のルポライターである彼女は、数奇な運命に翻弄された二人の人生を聞き感銘を受け、取材を始める。そして、高齢の彌三郎と久子に代わり、クラウディアへの思いがこもった折鶴を、ロシアに住むクラウディアまで届けに行く事を申し出る。

## スタッフ
- 原案：「クラウディア 奇蹟の愛」（村尾靖子・著、海拓舎・刊）
- 脚本：吉田智子
- 演出：水田成英
- プロデュース：長部聡介、角井英之、小竹実千代、古屋建自

## 備考
- 本作は、バラエティ番組「奇跡体験!アンビリバボー」（2004年2月放送）で紹介された実話を題材にしたドラマである。
- 安岡役の佐々木蔵之介は、本作放送前（2006年1月）に上演された舞台『クラウディアからの手紙』で蜂谷彌三郎を演じていた。この舞台も本作と同じく蜂谷の半生に迫った作品であり、高橋惠子が久子を、斉藤由貴がクラウディアを演じた。